# The Nation (Thailandia)
The Nation è un quotidiano thailandese fondato nel 1971 a Bangkok, tra i più popolari in lingua inglese assieme al Bangkok Post. Il formato fisico era il broadsheet, sostituito completamente dalla versione digitale a partire dal 29 giugno 2019.